# イスラエル・エアロスペース・インダストリーズ
イスラエル・エアロスペース・インダストリーズ (Israel Aerospace Industries, IAI) は、イスラエルの主力航空機メーカーでイスラエル国防軍の軍用機などを製造している。2007年の時点で16,000人の従業員を抱える。
IAI自身も軍用機や民間機の開発と生産をするだけでなく、ガルフストリームなど国外製の製品も製造している。加えて、ミサイルやアビオニクスの研究にも携わっており、アビオニクス面では陸上兵器や軍艦などのシステムも開発している。これらは、主にイスラエル軍向けとなっているが、国外にも輸出されている。
また、それまでの社名であったイスラエル・エアクラフト・インダストリーズも正確に取り扱う分野を反映させるため、2006年11月6日に現在の社名へ改名した。

## 製品

### 民間航空機

#### 生産機
- IAI アラバ
- IAI ウェストウィンド
- ガルフストリーム G100（英語版） - IAI アストラ
- ガルフストリーム G200（英語版） - IAI ギャラクシー
- ガルフストリーム G280
- アヴォセット プロジェット（英語版）

#### 既存機の改修および航空装備
- ボーイング737：貨物機への改装
- ボーイング747：貨物機への改装
- ボーイング767：貨物機への改装
- ボーイング777：貨物機への改装
- エアバスA330：貨物機への改装
- フライト・ガード - フレア等を用いた民間機向けの対空攻撃防御システム。

### 軍用機

#### 試作機
- ナメル
- ラビ

#### 生産機
- ネシェル
- クフィル
- ツヅキット
- シースキャン

#### 無人航空機
- IAI・MAZLAT マスティフ
- IAI スカウト
- IAI/AAC パイオニア
- IAI ハンター
- IAI サーチャー
- IAI ヘロン
- IAI エイタン (ヘロンTP)（英語版）
- IAI パンサー（英語版）
- IAI ゴースト（英語版）
- RUAG レンジャー

#### 無人攻撃機
- IAI ハーピー
- IAI ハロップ
- IAI ハーピーNG（英語版）
- IAI グリーンドラゴン（英語版）
- IAI ロテム L（英語版）

#### 既存機の改修
- ミラージュ5　- コロンビア空軍
- F-5E+ タイガーIII - チリ空軍
- MiG-21 ランサー - ルーマニア空軍
  - J-7改修案 - ミャンマー空軍。不採用
- SA 321 - イスラエル空軍
- ボーイング767 - 空中給油機型のB767 MMTTを開発し、コロンビア空軍・ブラジル空軍に採用。
- ガルフストリーム G500/550 - 電子戦機型のG500 SEMA Nahshon-Shavit、早期警戒機 (AEW&C)型のG550 CAEW Nahshon-Eitam を開発し、イスラエル空軍に採用、および外国にも輸出。
- 外国空軍機の改修を伴わないオーバーホールにも応じている（カンボジア空軍のMiG-21など）。

#### ミサイル
- エリコ - 弾道ミサイル
- アロー - 弾道弾迎撃ミサイル
- ガブリエル - 対艦ミサイル
- バラク - 艦対空ミサイル。ラファエル・アドバンスド・ディフェンス・システムズとの共同開発。
- ニムロッド - 対戦車ミサイル（航空機搭載用）
- LAHAT - 対戦車ミサイル（地上発射用、戦車砲からの発射型）
- SPYDER 地対空ミサイルシステム - ラファエル製の空対空ミサイル パイソン、ダービーの地上発射システム。ラファエルとの共同開発。

### 宇宙ロケット
- シャヴィト

### 人工衛星
- EROS
- AMOS
- オフェク（Ofeq）
- TecSAR

### 艦艇
いずれもIAI RAMTA部門による開発、製造。
- ダブール級哨戒艇（英語版）
- ドヴォラ級哨戒艇
- スーパードヴォラMk.II級哨戒艇（英語版）
- スーパードヴォラMk.III級哨戒艇（英語版）

### その他
- RAMTA RBY偵察装甲車 - 4×4輪駆動の偵察装甲車。IAI RAMTA部門にて開発された。
- RAM MK3偵察装甲車 - 4×4輪駆動の偵察装甲車。RBY偵察装甲車の第３世代発展型。
- カルメル - 開発中の装軌式小型装甲戦闘車両。2021年10月にIAIがカルメル開発の事業者として選定された。
- Rex - 無人地上車両[1]。2021年には改良型のRex MkIIが発表された[1]。
- TCM-20対空機関砲 - 航空機関砲であるイスパノ・スイザ HS.404 20mm機関砲を利用した対空機関砲。
- デンマーク国鉄IC3型気動車 - IAI RAMTA部門にて組み立てが行われ、イスラエル鉄道で運用された。